# Nízkoprahové zařízení pro děti a mládež
Nízkoprahové zařízení pro děti a mládež (dále také jen NZDM) je jednou z forem nízkoprahového zařízení a patří mezi sociální služby dle zákona č. 108/2006 Sb., o sociálních službách. Tato služba se zaměřuje především na neorganizovanou mládež na velkých sídlištích, v rizikových oblastech, kde je málo organizovaných aktivit pro tuto skupinu. Tato služba je snadno dostupná, bezplatná a především anonymní. Tato služba funguje především jako prevence rizikového chování. Služby sociální prevence napomáhají zabránit sociálnímu vyloučení osob, které jsou tímto ohroženy pro krizovou sociální situaci, životní návyky a způsob života vedoucí ke konfliktu se společností, sociálně znevýhodňující prostředí a ohrožení práv a oprávněných zájmů trestnou činností jiné fyzické osoby. Cílem služeb sociální prevence je napomáhat osobám k překonání jejich nepříznivé sociální situace a chránit společnost před vznikem a šířením nežádoucích společenských jevů. 
Nízkoprahové zařízení pro děti a mládež poskytují ambulantní, popřípadě terénní služby dětem ve věku od 6 do 26 let ohroženým společensky nežádoucími jevy. Cílem služby je zlepšit kvalitu jejich života předcházením nebo snížením sociálních a zdravotních rizik souvisejících se způsobem jejich života, umožnit jim lépe se orientovat v jejich sociálním prostředí a vytvářet podmínky k řešení jejich nepříznivé sociální situace. Služba může být poskytována osobám anonymně.
K 2. únoru 2020 bylo registrováno 250 nízkoprahových zařízení pro děti a mládež.[zdroj⁠?!] NZDM spadají do nízkoprahových služeb (např. kontaktní centra, nízkoprahová denní centra, nízkoprahové zařízení pro děti a mládež, terénní programy napříč cílovými skupinami aj.). Lidem, potažmo týmu či službám, se v tomto oboru uděluje každoročně významné ocenění, tzv. výroční cena „Časovaná bota“ v různých kategoriích. 

## Definice
Aktuální definice nízkoprahových zařízení pro děti a mládež zní takto: „Nízkoprahové kluby, odborně nízkoprahová zařízení pro děti a mládež, jsou určeny dětem a mládeži, které tráví svůj volný čas touláním na ulici, v partě či jinak neorganizovaně. Navštěvovat jej mohou všichni - od jedničkářů z gymnázia přes skejťáky, vyznavače alternativního způsobu života až po "průšviháře". Jsou v podstatě volnočasovou alternativou k různým zájmovým útvarům kroužkům a jiným organizovaným aktivitám, navíc ale poskytují poradenství a sociální servis."

## Poslání
Každé sociální zařízení, tedy i nízkoprahové zařízení pro děti a mládež, musí mít dle Standardů kvality sociálních služeb, písemně stanoveno poslání, cíle a cílovou skupinu. Poslání v sobě zahrnuje zdůvodnění a vysvětlení existence zařízení. Standardy kvality sociálních služeb vymezují poslání NZDM následně: „Posláním NZDM je doprovázet rizikové, neorganizované děti a mládež v obtížných životních situacích a dále přispívat ke zlepšení kvality jejich života."

## Cíle
Rozhodujícím záměrem nízkoprahových zařízení pro děti a mládež je zlepšit životní situaci dětí a mladých lidí. Představa o tom, jak by se měla jejich životní situace zlepšit, je mnohdy ze strany klientů nepřijatelná. Máme tendenci vychovávat a učit je, aby konflikty neřešili fyzickým útokem, aby nepoužívali vulgarismy, nepotlačovali svoje emoce, strach, lítost a přitom si neuvědomujeme, že odborníky na život ve svém prostředí jsou právě oni a takovéto chování je v jejich skupině, popř. v širší komunitě, normou. Vždyť právě to, co bychom na jejich chování chtěli změnit, jim pomáhá a umožňuje, že jsou ve svém prostředí akceptovaní a nezraňovaní. Naše představy jsou jedna věc a jejich realita věc druhá. Důležité je dát klientovi šanci poznat alternativní možnosti využívání volného času; primárním cílem není řešit a odstraňovat problémy, které klienti způsobují, ale pomáhat jim řešit problémy, které mají.

## Cílová skupina
Cílovou skupinou jsou děti a mládež, v určitých věkových skupinách, do klubu smí v podstatě kdokoliv bez rozdílů sociálních, etnických, duchovních. Vžil se pojem „neorganizovaná mládež“. Neorganizovaná proto, že se nemohou nebo nechtějí z různých důvodů zapojit do běžných mimoškolních aktivit, nebo žijí rizikovým způsobem. Cílová skupina nízkoprahových klubů jsou mladí lidé, kteří zažívají nepříznivé sociální situace, konfliktní společenské situace, obtížné životní události, omezující životní podmínky. Klienti klubů jsou ve věkových skupinách od 6 do 12, od 13 do 18 a od 19 do 26 let.

## Metodika
Metodika NZDM je soubor činností a způsobů práce s klienty, od jejich vyhledávání, až po dlouhodobou spolupráci. Tyto soubory jsou definovány v zákoně o sociálních službách a v předpisech, které tento zákon provádějí.

### Streetwork
Streetwork je dle zákona o sociálních službách jinou sociální službou, ale k nízkoprahovým klubům a centrům je připojen vzájemnou spolupráci.
Streetwork je s prací a fungováním nízkoprahových klubů úzce spjat. Definujeme-li streetwork, hovoříme „o vyhledávací, doprovodné a mobilní sociální práci s nízkoprahovou nabídkou sociální pomoci zaměřenou na rizikové jednotlivce a neformální skupiny, které kontaktuje v době a v místech, kdy a kde se obvykle zdržují, spontánně scházejí a tráví svůj volný čas, tj. na ulicích, resp. v restauracích, rockových klubech, hernách, parcích.
Dále se streetwork zaobírá monitoringem.Jde o mapování terénu, a poznávání lokality. Zjišťují se charakteristiky terénu týkající se sociální sítě návazných odborných institucí, možnosti trávení volného času i konkrétní specifika terénu, jako jsou např. pasáže, podchody, parky, hřiště, herny, nádraží apod.
Streetworker pravidelným procházením terénu zjišťuje potřebné informace zejména pozorováním.

### Sociální prevence
V nízkoprahových klubech se využívají všechny tři typy prevence, tedy primární, sekundární a terciární.
U primární sociální prevence Archivováno 31. 10. 2014 na Wayback Machine. jde o to působit na návštěvníky klubu a nabízet jim služby a nerizikové trávení volného času. Tím se předchází právě vzniku rizikového chování a rizikového trávení volného času. Definice primární prevence zní: „primární prevence rizikového chování je soubor jakýchkoli zdravotních, sociálních, výchovných či jiných intervencí a opatření směřujících k předcházení výskytu rizikového chování, zamezujících jeho další progresi, zmírňujících již existující formy a projevy rizikového chování nebo pomáhajících řešit jeho důsledky.
U sekundární sociální prevence jde o to mapovat terén a nacházet klienty, u kterých už problém nastal, preventivně na ně působit a tak předcházet problémům z možného pokračování rizikového chování, nebo alespoň minimalizovat jeho dopady, jak na klienta samotného, tak i na jeho okolí. Sekundární prevence se definuje takto: „je to předcházení vzniku, rozvoji a přetrvání patologického chování u osob, kde už patologické či rizikové chování je. Obvykle je používána jako souborný název pro včasnou intervenci, nabídku alternativy či poradenství popřípadě léčení.
Terciární sociální prevence dle definice Ministerstva práce a sociálních věcí minimalizuje důsledky rizikového a patologického chování. Na základě svých zkušeností z NZDM se domnívám, že terciární prevence se vyskytuje v menší míře než dvě předchozí. Většina lidí je mladých, a navrátit je zpět je menší problém než u lidí, kteří už 25 let například berou drogy.

### Sociální poradenství
Tak jako každá sociální služba dle zákona o sociálních službách, musí i NZDM, zprostředkovávat alespoň základní poradenskou činnost.
V klubech se provádí většinou rozhovory s klienty. V této službě jde o základní informační servis pro klienty, informace z oblasti sociální a zdravotní či právní, ale i o využití volného času atp.
Sociální poradenství je definováno takto: „poskytuje osobám v nepříznivé sociální situaci potřebné informace přispívající k řešení jejich situace. Základní sociální poradenství je součástí všech druhů sociálních služeb. Odborné sociální poradenství zahrnuje občanské poradny, manželské a rodinné poradny, sociální práci s osobami společensky nepřizpůsobenými, poradny pro oběti trestných činů a domácího násilí, sociálně právní poradenství pro osoby se zdravotním postižením a seniory. Služba obsahuje poradenství, zprostředkování kontaktu se společenským prostředím, terapeutické činnosti a pomoc při prosazování práv a zájmů. A tato služba se poskytuje bezúplatně.

### Volnočasové aktivity
Jsou pouze prostředkem k sociální práci nikoliv základní aktivitou klubů. Tyto aktivity je možné řadit do hierarchie podle zapojení klienta do příprav a průběhu aktivity. Tato hierarchie má 3 základní stupně.
Nejzákladnější volnočasovou aktivitou je samotný klub, který nabízí prostor a vybavení pro nerizikové trávení volného času. U vybavení se jedná především o fotbálek, hřiště, šipky, kulečník, deskové hry, zkušebna s aparaturou a třeba knihovna. Dále sem patří základní aktivity pracovníků směrem ke klientům a to poradenství, doučování. Kluby dále nabízejí osvětové a výukové či programy, dále také kulturní programy např.: koncerty, promítání filmů, soutěže, workshopy.
v prvním stupni jde v první řadě o jednoduché aktivity, zprostředkovanou aktivitu, kterou klient vykonává sám a dobrovolně,
Ve druhém stupni aktivit se vychází z individuálních potřeb klienta či klientů, pracovníci jsou zprostředkovateli, ale navíc mohou poradit nebo podpořit jejich realizaci.
Třetím stupněm, jsou akce, které organizují sami klienti, pracovníci jim pouze pomáhají z realizací. Jde zde o různé turnaje, soutěže, které vymyslí sami klienti, pracovníci pouze dozorují a zajistí potřební materiál.

## Přístupy k práci
Jsou dva základní přístupy: průtokový a doprovázející. Oba dva přístupy na sebe navazují. Průtokový se využívá na začátku činnosti, kdy se klub rozjíždí, doprovázející přístup převažuje tehdy když už je klub "zajetý" a klienti jsou stálí.

### Průtokový přístup
Tento přístup se používá, když má klub široce vymezenou, nebo spíše ještě nevymezenou cílovou skupinu. Nebo ještě nemá klienty a shání je a chce se k nim dostat. Cílová skupina je tudíž těžko definovatelná, protože se klub snaží být dostupný pro většinu cílové populace. V klubu se tak vytváří určitá subkultura a větší míra anonymity. Dále jsou častým problémem konflikty mezi subkulturami, hodně klientů a málo času věnovat se všem.

### Doprovázející přístup
Tento přístup se zaměřuje na velmi úzce vymezenou skupinu, tato skupina má jasné definiční znaky.“ Pracovník doprovází klienta, pomáhá mu s jeho problémy a vede ho z nich ven. Nabízí mu cestu. Cílová skupina má nastaveny jasné identifikační znaky, a tím je klient i celá cílová skupina velmi lehce identifikována, pracovník ví, kdo je přesně jeho klientem a ví, kdy a kde ho najít. „Významným rysem je, že se tento přístup opravdu úzce zaměřuje na svoji cílovou skupinu, kterou „doprovází“. Zajímá se o svou cílovou skupinu, pro kterou se snaží být přístupný, v co možná největší míře a počtu klientů, ale o ostatní se moc nezajímá a nesnaží se být dostupný pro všechny, protože to není prioritou tohoto přístupu".

## Cena Časovaná bota
Časovaná bota je ocenění za dobrou práci a dosažené výsledky v oblasti nízkoprahových sociálních služeb. Cenu vyhlašuje a uděluje Česká asociace streetwork, z.s. Exkluzivním partnerem ceny pro Tým roku je letos[kdy?] společnost Bohemia Energy, která je zároveň hlavním partnerem portálu jdidoklubu.cz
Cena je udělována ve třech kategoriích:
- Osobnost roku (streetworker, kontaktní pracovník NZDM, kontaktní pracovník K-centra, vedoucí zařízení, odborník pracující na metodice, atd.) - tuto cenu získalo řadu výrazných osobností v nízkoprahových službách (Alena Vosáhlová, Bára Jindrová, Jana Ženíšková, PeadDr. Petr Klíma, Tomáš Brejcha, Ing. Aleš Herzog, Radek Skřivan, Mgr. Robert Knebl, Martin Holiš, Michal Zahradník, Lenka Čuprová, Jan Vališ, Martin Pazlar, Zdena Filípková, Zuzana Šťastná, Svitlana Golubyeva)
- Tým roku - cena Bohemia Energy (pro zařízení provozující konkrétní nízkoprahovou sociální službu - terénní program, NZDM, K-centrum, jiné)
- Cena Správní rady za mimořádný počin. Cena může či nemusí být udělena.

Důvodem k udělení ceny je:
- významný počin v praxi (tj. konkrétní kvalitně realizovaný projekt či záslužný čin)
- významný přínos v oboru (tj. dlouhodobou práci v oblasti s konkrétními pozitivními výstupy ve vztahu k přímým klientům, v oblasti metodiky, vzdělávání, iniciace spolupráce atd.)

V oboru nízkoprahových sociálních služeb je v novodobé historii jednou z nejvýznamnějších osobností a žijící legendou Mgr. Robert Knebl (Znojmo, 1979), který jako jediný pracovník v ČR získal všechny vítězství v existujících oceněních v sociálních službách.  V České republice existují v současné době (březen, 2021) celkem 3 ocenění v sociálních službách, které je možné udělit a být nominován, získat čestné uznání či být vítězem v těchto kategoriích a on je ve všech vítězem. V sociálních službách jde o naprostý unikát, který již nelze překonat. Navíc je nositelem dalších ocenění - viz níže či v jeho autobiografii.  
Ocenění, které získal Mgr. Robert Knebl:
-       vítěz "ČASovaná bota" za přínos v oboru nízkoprahových službách od České asociace streetwork a Nadace Vodafone ČR v kategorii "Osobnost roku" 2009, zdroj: https://www.streetwork.cz/archiv/clanky/detail/3272/robert-knebl-vitez-casovane-boty-za-rok-2009 a https://archiv.streetwork.cz/index.php?option=com_content&task=view&id=2765&site=cas
-       vítěz v "Národní ceně"  "Pečovatel roku v kategorii sociální pracovník" od Asociace poskytovatelů sociálních služeb a Diakonie ČCE v roce 2019, zdroj: https://www.diakonie.cz/prectete-si/co-se-deje/pecovatel-ka-roku-2019-zname-jmena-ocenenych/ Archivováno 25. 9. 2020 na Wayback Machine. a rozhovor s ním zde: https://www.gpoa.cz/starsi-archivovane-clanky/150-starsi-archivovane-clanky/skolni-rok-2019-2020/1768-nejlepsi-socialni-pracovnik-roku-2019-nas-absolvent-mgr-robert-knebl
-       vítěz "Ocenění Gratias" v kategorii "sociální pracovník v sociálních službách roku 2021" od Ministerstva práce a sociálních věcí (Buďme profi) v roce 2021 (17. 3. 2021), zdroj: http://www.budmeprofi.cz/oceneni/rocnik-2021/ Archivováno 1. 3. 2021 na Wayback Machine.
Dále získal: 
-       Cena města Znojma za významný a dlouhodobý společenský přínos a šíření dobrého jména města Znojma v oblasti pomáhající profese v roce 2020, zdroj: https://www.znojmocity.cz/cenu-mesta-znojma-2020-obdrzi-jednotlivci-i-kolektivy/d-73597
A uveden do "Knihy českých rekordů" jako  „Nejvíce oceňovaný pracovník v sociálních službách“ 25. 11. 2020, aktualizováno bude v roce 2021, zdroj: https://www.dobryden.cz/rekordy/lide/nejvice-ocenovany-pracovnik-v-oblasti-socialnich-sluzeb/